# Kalamaki (Kreta)
Kalamaki (griechisch Καλαμάκι (n. sg.)) ist ein Küstenort im Süden der griechischen Insel Kreta, vier Kilometer nördlich des bekannteren Touristenortes Matala. Es gehört als Teil der Ortschaft Kamilari zum Gemeindebezirk Tymbaki in der Gemeinde Festos. In den letzten Jahrzehnten ist der Ort zu einem kleinen Touristenzentrum herangewachsen und gilt als ruhige Alternative zu Matala.
Ein Kilometer östlich von Kalamaki an der Straße nach Kamilari steht bei Palea Ekklisia (Παλαιά Εκκλησία ‚Alte Kirche‘) die Kapelle der Evangelistria (Ευαγγελίστρια ‚Missionarin‘ Beiname der Maria) Sie wurde auf den Fundamenten eines Artemistempels errichtet. Funde deuten darauf, dass in griechisch-römischer Zeit hier eine Siedlung bestand.

## In der Nähe

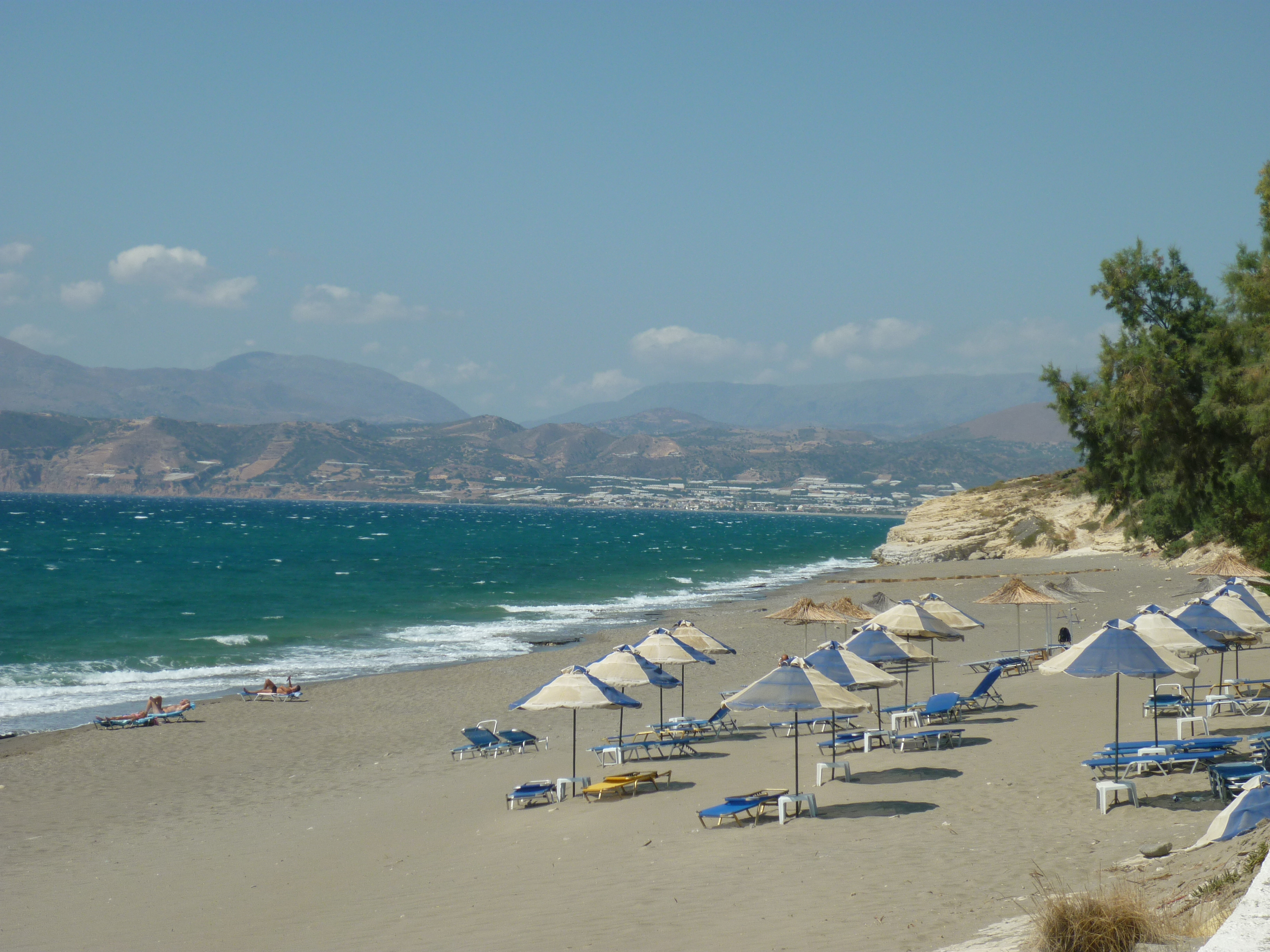
Blick von Strand nach Norden

- Pitsidia
- Agiofarango (Schlucht)
- Rouvas-Schlucht